# 八幡 (浜松市)
八幡（やわた）は、静岡県浜松市浜名区の大字。住居表示未実施。なお、浜松市中央区には八幡町（はちまんちょう）という地名がある。こちらは1925年（大正14年）に大字八幡から改称して現町名となっている。

## 地理
浜松市浜名区の東部に位置する。東で磐田市松之木島、西で上善地、南で高薗（飛地）及び新堀、北で永島と接する。

### 河川
- 天竜川
- 八幡川
- 永島川

## 歴史

### 沿革
- 1889年（明治22年）4月1日 - 町村制の施行により、豊田郡八幡村が周辺の村と合併し、豊田郡竜池村となる[WEB 7]。旧村名は竜池村の大字として残る[WEB 8]。
- 1896年（明治29年）4月1日 - 郡制の施行により、竜池村の所属郡が浜名郡に変更となる。
- 1908年（明治41年）1月1日 – 美島村と平貴村の一部が合併し、北浜村となる。
- 1951年（昭和26年）4月1日 – 北浜村が竜池村を編入する。
- 1956年（昭和31年）4月1日 – 北浜村が周辺の町村と合併して浜北町となる。
- 1963年（昭和38年）7月1日 – 浜北町が市制施行して浜北市となる。
- 2005年（平成17年）7月1日 – 浜北市外10市町村が浜松市に編入される。
- 2007年（平成19年）4月1日 - 浜松市が政令指定都市となる。八幡は浜北区の一部となる。
- 2024年（令和6年）1月1日 - 浜松市の行政区再編により、は八幡浜名区の一部となる。

## 施設
- 八幡団地
- 八幡公園
- 八幡神社

## 交通

### バス
- 浜松市浜北コミュニティバス北浜麁玉線（循環・東コース）：（浜北駅 方面 - ）八幡団地（ - 浜北駅 方面）
  - 浜松バスに委託
  - 水・土曜運行、年末年始は運休

### 道路
- 静岡県道344号二俣浜松線

## その他

### 学区
小学校・中学校の学区は以下の通りである。
- 浜松市立北浜東小学校
- 浜松市立北浜東部中学校

### 警察
警察の管轄区域は以下の通りである。
| 番・番地等 | 警察署     | 交番・駐在所 |
| ---------- | ---------- | ------------ |
| 全域       | 浜北警察署 | 北浜交番     |

### 消防
消防の管轄区域は以下の通りである。
| 番・番地等 | 消防署     | 本署/出張所 |
| ---------- | ---------- | ----------- |
| 全域       | 浜北消防署 | 本署        |

### WEB
1. ↑  “h02_22.csv”.   総務省 (2022年2月10日). 2024年10月19日閲覧。
2. ↑  “静岡県浜松市浜北区八幡 (221360230)｜国勢調査町丁・字等別境界データセット”.   人文学オープンデータ共同利用センター. 2024年11月5日閲覧。
3. ↑  “静岡県 浜松市浜名区 八幡の郵便番号 - 日本郵便”.   日本郵便. 2024年10月19日閲覧。
4. ↑  “市外局番の一覧”.   総務省 (2022年3月1日). 2024年10月19日閲覧。
5. ↑  “事業所案内及び管轄地域（事務所3件、分室3件）”.   一般社団法人静岡県自動車会議所. 2024年10月19日閲覧。
6. ↑  “住居表示実施状況／浜松市”.   浜松市 (2024年1月4日). 2024年10月19日閲覧。
7. ↑  “historyofcities.pdf”.   静岡県総務部合併推進室・財団法人静岡県市町村振興協会. 2024年10月19日閲覧。
8. ↑  “解説ページ”.   株式会社エア. 2024年10月19日閲覧。
9. ↑  “学校名から探す／浜松市”.   浜松市 (2024年1月1日). 2024年10月19日閲覧。
10. ↑  “北浜交番｜静岡県警察”.   静岡県警察 (2024年1月1日). 2024年10月19日閲覧。
11. ↑  “消防署の町別管轄「や」／浜松市”.   浜松市 (2020年3月25日). 2024年10月19日閲覧。